# Almah (gruppo musicale)
Gli Almah sono un gruppo heavy metal brasiliano attivo dal 2006.
Il gruppo nacque inizialmente come progetto parallelo ideato dal musicista Eduardo Falaschi, già membro degli Angra.

## Formazione

### Formazione attuale
- Eduardo "Edu" Falaschi – voce, tastiere, chitarra acustica (2006–presente)
- Marcelo Barbosa – chitarre (2007–presente)
- Raphael Dafras – basso (2012–presente)
- Diogo Mafra – chitarre (2014–presente)
- Pedro Tinello – batteria (2015–presente)

### Ex componenti
- Emppu Vuorinen – chitarre (2006–2007)
- Lauri Porra – basso (2006–2007)
- Casey Grillo – batteria (2006–2007)
- Felipe Andreoli – basso (2007–2012)
- Paulo Schroeber – chitarre (2008–2011)
- Gustavo Di Padua – chitarre (2011–2013)
- Marcelo Moreira – batteria, tastiere (2008–2015)

### Collaboratori occasionali
- Mike Stone – chitarre
- Edu Ardanuy – chitarre
- Rafael Bittencourt – chitarre
- Demian Tiguez – chitarre
- Tito Falaschi – basso
- Aquiles Priester – batteria
- Fábio Laguna – tastiere

## Discografia

### Album in studio
- 2006 - Almah
- 2008 - Fragile Equality
- 2008 - You Take My Hand
- 2009 - All I Am
- 2011 - Motion
- 2013 - Unfold
- 2016 - E.V.O

### Raccolte
- 2015 - Within the Last Eleven Lines